# ダービーの眺望
『ダービーの眺望』（ダービーのちょうぼう、英: A Prospect of Derby）は、18世紀初期のダービーの街並みを描いた、1725年頃の作者不詳の絵。

## 描写
左手に、ボロー家の邸宅でありカッスルフィールドと呼ばれた家がある。ボロー家のアイザック、トーマス、アンの肖像画がそれぞれダービー博物館・美術館にある。左手中央にはエクセター・ハウスがある。この建物はもう無くなっているが、チャールズ・エドワード・ステュアートがロンドンへ王冠を奪いに行くのを諦め、配下のスコットランド兵たちと共に帰郷する決心をした場所として有名になった。右手の大きな建物はダーウェント川の水力で稼動する工場である。うち一つは今では取り壊されてしまったが、右側の工場は現在世界遺産の一部としてダービー産業博物館になっている。
この絵は、（2011年時点で）ダービー博物館のハンソンの丸木舟の部屋で展示されている。

## 由来
この絵は、ダービー博物館・美術館がサザビーズを通じて2006年にヨーロッパのあるコレクターから購入した。